# Llanito
Le llanito ou yanito (prononcé [ʎaˈnito]) est la langue usuelle parlée à Gibraltar, qui mélange l'espagnol (à sonorité dialectale andalouse), l'anglais, un fort vocabulaire maltais et hébreu, plus précisément le haketia, et l'italien génois. Certains mots llanitos sont également utilisés dans la ville espagnole voisine de La Línea de la Concepción. Les termes spanglish et ingleñol sont beaucoup plus récents que llanito utilisé depuis très longtemps à Gibraltar où l'on peut entendre des phrases du style « Pepe, cierra the window que entra mucho cold, please. » C'est une culture métisse ou d'emprunt qui tend à décliner auprès des nouvelles générations.

## Exemples
| Llanito                                  | Espagnol                                       | Anglais                                  | Français                             |
| ---------------------------------------- | ---------------------------------------------- | ---------------------------------------- | ------------------------------------ |
| Hombre, I'm telling you que no puedes... | Hombre, te digo que no puedes...               | Man, I'm telling you (that) you can't... | Mec, je te dis que tu ne peux pas... |
| Hay call para ti.                        | Tienes una llamada. / Hay una llamada para ti. | There's a call for you.                  | Il y a un appel pour toi.            |
| Sí, pero at the end of the day...        | Sí, pero a fin de cuentas...                   | Yes, but at the end of the day...        | Oui, mais en fin de compte...        |
| Te llamo p’atras anyway.                 | Te devuelvo la llamada de todas maneras.       | I’ll call you back anyway.               | Je te rappellerai de toute façon.    |